# 15.35: Spoor 1
15.35: Spoor 1 is een Nederlandse televisiefilm uit 2002. De film is gebaseerd op een ongeluk bij een metrohalte in Amsterdam-West. Het verhaal van film gaat over een ruzie tussen een groepje meiden met een dodelijke afloop.
De film is een Telefilm, een televisiefilm die is geproduceerd in opdracht van de Nederlandse Publieke Omroep. In dit geval in opdracht van de omroep BNN. De film is ook de eerste Telefilm die in opdracht werd gemaakt voor BNN.
In 2003 kreeg de film een nominatie voor de Prix D'Italie.

## Rolverdeling
- Marijn Klaver - Benjamin
- Charlie Chan Dagelet - Dila
- Youssef Bchiri - Mo
- Caro Lenssen - Kim
- Ozlem Solmaz - Esra
- Myrthe van Pelt - Soraya
- Loubna Belfkih - Fatima

## Medewerkers
- Tim Oliehoek - Regie
- Marcel Hensema - Spelregie
- Anton Smit - Scenario
- Robert Jan Overeem - Scenario
- Rolf Dekens - Camera
- IdtV - Producent
- Maarten van Strien - Muziek